# Megarhyssa fulvipennis
Megarhyssa fulvipennis är en stekelart som först beskrevs av Cameron 1899.  Megarhyssa fulvipennis ingår i släktet Megarhyssa och familjen brokparasitsteklar. Inga underarter finns listade i Catalogue of Life.